# Rui Marques
Manuel Rui Marques, född 3 september 1977 i Luanda, är en angolansk före detta fotbollsspelare.

## Klubbkarriär
Efter att ha spelat i Benficas ungdomslag så flyttade Rui Marques till schweiziska FC Baden. Efter bara en säsong gick Marques till SSV Ulm 1846. Till säsongen 2000/2001 gick han vidare till Hertha Berlin, där han bara fick spela en match i Bundesliga.
Rui Marques gick senare till VfB Stuttgart, där han vann Intertotocupen 2002. Efter fyra år i Stuttgart vände Marques tillbaka till Portugal och hamnade i Marítimo. Efter att ha haft svårt att ta en startplats så lämnade han klubben efter bara en säsong.

### Leeds United
Inför säsongen 2005/2006 skrev Marques på för Leeds United efter en tids provspel. Första året hade Marques det jobbigt med enbart en start i Ligacupen mot Oldham Athletic. I slutet av säsongen blev Marques utlånad till Hull City.
I början av säsongen 2006/2007 var Marques fortsatt petad av tränaren Kevin Blackwell, samt hans efterföljare Dennis Wise. Dennis Wise sa även att Marques inte ingick i hans planer och att han var fri att lämna klubben. Rui Marques svarade med att träna hårt och belönades med en startplats i Leeds 2-1-seger mot Coventry City 1 januari 2007. Efter den matchen så startade Marques i dem tio efterföljande matcherna. Säsongen slutade dock i fiasko för Leeds som för första gången i klubbens historia blev degraderade till League One.
I hemmapremiären 2007/2008 gjorde Marques sitt första mål för klubben i 4-1-segern över Southend United. Efter en del skadebekymmer och tuff konkurrens så valde Leeds att inte förlänga Marques kontrakt efter 2009/2010.

## Internationell karriär
Rui Marques var med i Angolas trupp till VM 2006, där han spelade alla tre gruppmatcherna mot Mexiko, Iran och Portugal. Han spelade även i Angolas alla tre matcher i Afrikanska mästerskapet 2008.
I Afrikanska mästerskapet 2010 startade Marques i öppningsmatchen mot Mali, en match som Angola ledde med 4-0 med 15 minuter kvar. Mali gav dock inte upp utan gjorde fyra mål i matchens slutskede. Rui Marques startade även mot Malawi (2-0) samt mot Algeriet (0-0). Angola vann sin grupp men åkte trots det ut i kvartsfinalen mot Ghana efter att Asamoah Gyan gjort matchens enda mål.

## Meriter
VfB Stuttgart
- Intertotocupen: 2002